# Эльмурзаев, Магомед Вахаевич
Магоме́д Ваха́евич Эльмурза́ев (род. 16 июня 1997, Солнечное, Хасавюртовский район, Дагестан, Россия) — российский футболист, защитник.

## Карьера
Воспитанник академии футбола им. Гаджи Гаджиева «Победа-1» города Хасавюрт. Далее играл за академию ФК «Анжи». Выступал за молодёжную команду «Анжи» и «Анжи-2». играет на позиции левого защитника.
В феврале 2017 года был переведён в основную команду. Сезон 2017/18 года начал в фарм-клубе «Анжи-2». 20 сентября 2017 года сыграл за основную команду в выездном матче 1/16 финала Кубка России против клуба «Луч-Энергия». 5 ноября 2017 года дебютировал в российской Премьер-Лиге, в выездном матче 16-го тура против пермского «Амкара», выйдя на 86-й минуте встречи на замену вместо Олега Данченко. С 2022 года играет за клуб Победа из Хасавюрта. 16 июля 2023 года дебютировал за «Победу» в первом для неё профессиональном матче, где в рамках Второй лиги (дивизион «Б») в домашнем матче, который прошёл на резервном поле «Анжи-Арены», против пятигорского клуба «Машук-КМВ», отыграв полный матч.